# Sonata per violino e pianoforte n. 2 (Brahms)
La Sonata per violino e pianoforte n. 2 in la maggiore, op. 100, di Johannes Brahms è un'opera di musica da camera, composta nell'estate 1886 sulle rive del lago di Thun. 
Il periodo a Thun fu assai felice per Brahms, che ricevette spesso le visite dei suoi amici Joseph Victor Widmann, Klaus Groth e della giovane contralto tedesca Hermine Spies (per cui Brahms nutriva una speciale predilezione).
Si sentiva così rinvigorito dall'atmosfera e dall'ambiente che andava dicendo che la zona era "così piena di melodie da dover stare attenti a non calpestarne qualcuna". In un breve lasso di tempo, compose, oltre a questa sonata, la Sonata per violoncello e pianoforte n. 2, op. 99, il Trio per pianoforte e archi n. 3, op. 101, e vari lied.
Pubblicata nel 1887, la Sonata op. 100 ebbe la sua prima esecuzione pubblica il 2 dicembre 1886 a Vienna, dal violinista Joseph Hellmesberger e Brahms stesso al pianoforte.

## Analisi
La Sonata op. 100 è la più breve delle tre sonate per violino e pianoforte di Brahms. È considerata particolarmente complessa da rendere nel suo carattere lirico e luminoso.
Le prime tre note del primo movimento sono molto simili sia dal punto di vista melodico che armonico alle prime tre note di Morgenlich leuchtend im rosigen Schein dell'opera di Richard Wagner Die Meistersinger von Nürnberg. Se questa sia stata una deliberata citazione da parte di Brahms è oggetto di discussione, tuttavia, la sonata viene spesso soprannominata Sonata "Meistersinger", ma anche "Thun", dal luogo ove venne composta.
Joseph Widmann dedicò alla sonata una ballata strofica di carattere epico, che Brahms apprezzò molto.

## Struttura
Si compone di tre movimenti, laddove il secondo fonde in se stesso sia il secondo movimento lento che lo Scherzo, tipici della forma:
1. Allegro amabile
2. Andante tranquillo — Vivace — Andante — Vivace di più — Andante — Vivace
3. Allegretto grazioso (quasi andante)